# Palhinhaea maniculata
Palhinhaea maniculata är en lummerväxtart som först beskrevs av B. Øllg och fick sitt nu gällande namn av B. Øllg. Palhinhaea maniculata ingår i släktet Palhinhaea och familjen lummerväxter. Inga underarter finns listade i Catalogue of Life.